# ジェレプ・ラ峠
ジェレプ・ラ峠（ジェレプ・ラとうげ、英語：Jelep La）は、インドのシッキム州、東シッキム県の峠。標高は 4,267 m。

## 歴史
この峠は交易の要衝路であり、1884年頃にはイギリスがシッキムにつながる道路を建設した。
1910年には、中国のチベット侵攻からインドへ逃げるダライ・ラマ13世もこの峠を通過した。